# 小行星2138
小行星2138（2138 Swissair）是一颗围绕太阳公转的小行星。1968年4月17日，保羅·維爾特在齐美尔瓦尔德发现了此天体。
該小行星以瑞士航空命名。
这颗小行星的绝对星等为168.980718922583等。